# James Rosenau
James Nathan Rosenau (Filadelfia, 25 novembre 1924 – Louisville, 9 settembre 2011) è stato un politologo statunitense che, nella figura di docente di politica internazionale Università George Washington, era particolarmente interessato alle interrelazioni tra politica interna ed estera, ricoprendo inoltre il ruolo di presidente dell'International Studies Association (ISA) tra il 1984 e il 1985.
Ha introdotto il termine sistema penetrato (uno Stato o un'entità statale la cui società è talmente penetrata da un'altra società da adottarne gli obiettivi) nel dibattito della scienza politica. Ha inoltre studiato come i processi di governance globale si siano evoluti oltre il controllo esclusivo degli stati nazionali, proponendo una visione in cui molteplici attori e livelli di governance operano simultaneamente guidando così la politica globale tramite meccanismi di guida. Quest'ultimi operano tramite 4 canali:
1. meccanismi sponsorizzati dagli stati
2. meccanismi transnazionali
3. meccanismi subnazionali
4. meccanismi sponsorizzati congiuntamente da stati e attori non statali.